# Staw kulisty wolny
Staw kulisty wolny (łac. articulatio spheroidea) – staw, w którym możliwe do wykonania są ruchy we wszystkich płaszczyznach, wokół nieskończonej liczby osi. Głowę stawu tworzy powierzchnia o kształcie odcinka kuli, której odpowiada mała wklęsła panewka. Przykładem stawu kulistego wolnego u człowieka jest staw ramienny.